# Droga wojewódzka 660
Die Droga wojewódzka 660 (DW 660) ist eine 6,7 Kilometer lange Droga wojewódzka (Woiwodschaftsstraße) in der polnischen Woiwodschaft Ermland-Masuren, die die Droga wojewódzka 527 mit der Droga ekspresowa S16 & Droga ekspresowa S51 in Olsztyn verbindet. Die Strecke liegt in der kreisfreien Stadt Olsztyn.